# Torneo del Interior 2000
El Torneo del Interior de 2000 fue la tercera edición del torneo organizado por la Unión Argentina de Rugby que reúne a los mejores clubes de todas las uniones provinciales de la Argentina, excluyendo a la Unión de Rugby de Buenos Aires. A partir de esta temporada, la clasificación al torneo pasó a estar determinada principalmente por los recientemente creados torneos regionales, en lugar de los torneos provinciales de  cada unión provincial como había sido el caso en este torneo y el Nacional de Clubes hasta entonces.
Jockey Club de Rosario ganó el torneo por primera vez, derrotando 26-22 a Tala Rugby Club de Córdoba en la final disputada en el anexo del Estadio Olímpico de Córdoba. Para los rosarinos Alberto Di Bernardo anotó 16 puntos (cuatro penales y dos conversiones), mientras que Del Castillo y Sugasti anotaron dos tries. Para los cordobeses, el capitán Facundo Soler anotó 17 puntos (cuatro penales, una conversión y un drop) e Ignacio De Vértiz marcó un try.
No hubo clasificación al Torneo Nacional de Clubes durante esta temporada debido a que el torneo no se pudo disputar debido a la falta de fechas causadas por los cambios llevados a cabo en el Campeonato Argentino de Rugby.

## Equipos participantes
Participaron de este torneo 34 clubes provenientes de 10 uniones provinciales distintas. Los equipos fueron divididos en dos niveles dependiendo de su clasificación: Zona A (16 equipos) y Zona B (14 equipos). Cuatro equipos clasificaron a la segunda fase de forma directa.
Zona A
A la zona principal clasificaron cinco equipos del Torneo de Córdoba, cinco del Torneo Regional del Litoral, cinco del Torneo Regional del Oeste y uno de la Unión de Rugby de Mar del Plata. El campeón defensor, Jockey Club de Córdoba, clasificó entre los 5 mejores de su torneo, por lo que un sexto equipo cordobés clasificó a la Zona B.
| Club                          | Vía de clasificación                                |
| ----------------------------- | --------------------------------------------------- |
| Jockey Club de Córdoba        | Campeón del Torneo del Interior 1999.               |
| Club La Tablada               | Campeón del Campeonato Oficial de la UCR 2000.      |
| Tala Rugby Club               | 2.° puesto en el Campeonato Oficial de la UCR 2000. |
| Córdoba Athletic Club         | 4.° puesto en el Campeonato Oficial de la UCR 2000. |
| Universitario de Córdoba      | 5.° puesto en el Campeonato Oficial de la UCR 2000. |
| Duendes Rugby Club            | Campeón del Torneo Regional del Litoral 2000.       |
| Jockey Club de Rosario        | Subcampeón del Torneo Regional del Litoral 2000.    |
| Universitario de Rosario      | 3.° puesto en el Torneo Regional del Litoral 2000.  |
| Gimnasia y Esgrima de Rosario | 4.° puesto en el Torneo Regional del Litoral 2000.  |
| CRAI                          | 5.° puesto en el Torneo Regional del Litoral 2000.  |
| Marista Rugby Club            | Campeón del Torneo Regional del Oeste 2000.         |
| Los Tordos Rugby Club         | 3.° puesto en el Torneo Regional del Oeste 2000.    |
| UNSJ                          | 4.° puesto en el Torneo Regional del Oeste 2000.    |
| Teqüe Rugby Club              | 5.° puesto en el Torneo Regional del Oeste 2000.    |
| Universitario de Mendoza      | 6.° puesto en el Torneo Regional del Oeste 2000.    |
| Jockey Club de Mar del Plata  | Campeón del torneo de la URDMP 2000.                |

Zona B
A la Zona B clasificaron cinco equipos del Torneo Regional del Litoral, cuatro del Torneo Regional del Oeste, dos de la Unión de Rugby de Mar del Plata, uno del Torneo de Córdoba, uno del Torneo Regional del Noroeste y uno del Torneo Regional Sur.
| Club                      | Vía de clasificación                                             |
| ------------------------- | ---------------------------------------------------------------- |
| Universitario de Santa Fe | 6.° puesto en el Torneo Regional del Litoral 2000.               |
| Estudiantes de Paraná     | 7.° puesto en el Torneo Regional del Litoral 2000.               |
| Santa Fe Rugby Club       | 8.° puesto en el Torneo Regional del Litoral 2000.               |
| Club Logaritmo Rugby      | 9.° puesto en el Torneo Regional del Litoral 2000.               |
| Old Resian Club           | Campeón de la Zona Ascenso del Torneo Regional del Litoral 2000. |
| Liceo Rugby Club          | 7.° puesto en el Torneo Regional del Oeste 2000.                 |
| Peumayén Rugby Club       | 8.° puesto en el Torneo Regional del Oeste 2000.                 |
| Rivadavia Rugby Club      |                                                                  |
| San Juan Rugby Club       |                                                                  |
| Comercial Rugby Club      |                                                                  |
| Mar del Plata Club        |                                                                  |
| Club Palermo Bajo         | Ganador del repechaje del Campeonato Oficial de la UCR.          |
| Universitario de Tucumán  | 3.° puesto en el Torneo Regional del Noroeste 2000.              |
| Sociedad Sportiva         | Subcampeón del Torneo Regional Sur 2000.                         |

Segunda fase
Cuatro equipos clasificaron a segunda fase de forma directa: dos del Torneo Regional del Noroeste, uno del Torneo Regional Sur y uno del Torneo Regional del Nordeste.
| Club                          | Vía de clasificación                              |
| ----------------------------- | ------------------------------------------------- |
| Tucumán Rugby Club            | Campeón del Torneo Regional del Noroeste 2000.    |
| Huirapuca                     | Subcampeón del Torneo Regional del Noroeste 2000. |
| Aranduroga Rugby Club         |                                                   |
| Universitario de Bahía Blanca | Campeón del Torneo Regional Sur 2000.             |

### Distribución de equipos
Debido al cambio de formato de clasificación, la cantidad de uniones representadas en el torneo se redujo. De las 21 uniones del interior afiliadas a la Unión Argentina de Rugby, 10 fueron representadas en el torneo. 
| Unión                           | Cant. |
| ------------------------------- | ----- |
| Unión de Rugby de Cuyo          | 7     |
| Unión Cordobesa de Rugby        | 6     |
| Unión de Rugby de Rosario       | 6     |
| Unión de Rugby de Tucumán       | 3     |
| Unión de Rugby de Mar del Plata | 3     |
| Unión Santafesina de Rugby      | 3     |
| Unión de Rugby del Sur          | 2     |
| Unión Sanjuanina de Rugby       | 2     |
| Unión de Rugby del Nordeste     | 1     |
| Unión Entrerriana de Rugby      | 1     |

| Torneo                       | Cant. |
| ---------------------------- | ----- |
| Torneo Regional del Litoral  | 10    |
| Torneo Regional del Oeste    | 9     |
| Torneo de Córdoba            | 6     |
| Torneo Regional del Noroeste | 3     |
| Torneo de la URMDP           | 3     |
| Torneo Regional del Sur      | 2     |
| Torneo Regional del Nordeste | 1     |

| Provincia    | Cant. |
| ------------ | ----- |
| Santa Fe     | 9     |
| Mendoza      | 7     |
| Córdoba      | 6     |
| Buenos Aires | 5     |
| Tucumán      | 3     |
| San Juan     | 2     |
| Corrientes   | 1     |
| Entre Ríos   | 1     |

## Cambio de formato
El torneo volvió a cambiar su formato de competición y distribución de cupos durante esta temporada. La cantidad de equipos participantes se redujo de 46 a 34 y los cupos pasaron a estar principalmente determinados por los nuevos torneos regionales en lugar de los torneos cada unión, por lo que no hubo cupos garantizados para gran parte de las uniones provinciales afiliadas y la distribución de equipos en Zona A y B pasó a estar determinada por estos torneos. La cantidad de cupos otorgados a cada torneo regional fueron determinados por la cantidad de cupos correspondientes a las uniones que participaron de los mismos.
Primera fase
La Zona A se redujo de 24 a 16 equipos: los cinco mejores equipos  Córdoba, cinco del Torneo Regional del Litoral, cinco del Torneo Regional del Oeste y uno de Mar del Plata. A pesar de esto, se mantuvo el formato de disputa: dividido en grupos de cuatro equipos cada uno resueltos bajo el sistema de todos contra todos a una sola ronda, alternando encuentros de local y visitante, con los dos mejores de cada grupo clasificando a la segunda fase.
La Zona B se redujo de 22 a 14 equipos: cinco del Torneo Regional del Litoral, cuatro del Torneo Regional del Oeste, dos de Mar del Plata, uno de Córdoba se dividieron en tres grupos de cuatro equipos cada uno y un grupo de dos equipos entre un equipo del Torneo Regional del Noroeste y uno del Torneo Regional Sur. Los grupos se resolvieron de la misma manera que los de la Zona A, con los ganadores de los cuatro grupos clasificando a la segunda fase. 
Segunda fase y fase final
Durante esta temporada, una nueva fase de grupos se disputó en la segunda fase. Esta fase estuvo compuesta por 16 equipos: 8 de la Zona A, 4  de la Zona B y 4 que clasificaron a esta instancia de forma directa (dos del Torneo Regional del Noroeste, uno del Torneo Regional Sur y uno del Torneo Regional del Nordeste). Los 16 equipos fueron divididos en cuatro de zonas de cuatro equipos cada una, las cuales se resolvieron de la misma forma que los grupos de la primera fase. Los ganadores de cada zona clasificaron a las fase final del torneo, la cual se resolvió a eliminación directa en dos etapas (semifinales y final), con el ganador obteniendo el título.
Originalmente, estaba estipulado que los ocho mejores equipos del torneo clasificarían al Nacional de Clubes, siendo estos los dos mejores equipos de cada zona de la segunda fase. Sin embargo, debido a la postergación de dicho torneo, esto no se llevó a cabo.

## Zona A
Zona A1
| Pos. | Equipos                | Partidos | Partidos | Partidos | Tantos | Tantos | Tantos | Pts. |
| Pos. | Equipos                | G        | E        | P        | PF     | PC     | DP     | Pts. |
| ---- | ---------------------- | -------- | -------- | -------- | ------ | ------ | ------ | ---- |
| 1.°  | La Tablada             | 3        | 0        | 0        | 187    | 40     | +147   |      |
| 2.°  | Gimnasia y Esgrima (R) | 2        | 0        | 1        | 87     | 81     | +6     |      |
| 3.°  | UNSJ                   | 1        | 0        | 2        | 58     | 124    | -66    |      |
| 4.°  | Universitario (M)      | 0        | 0        | 3        | 62     | 149    | -87    |      |

|  | Clasifica a segunda fase |

| 5 de agosto | La Tablada | 72 - 17 | UNSJ |  |  |

| 5 de agosto | Gimnasia y Esgrima (R) | 42 - 32 | Universitario (M) |  |  |

| 12 de agosto | Gimnasia y Esgrima (R) | 25 - 10 | UNSJ |  |  |

| 12 de agosto | Universitario (M) | 3 - 76  | La Tablada |  |  |
|              |                   | Reporte |            |  |  |

| 19 de agosto | UNSJ | 31 - 27 | Universitario (M) |  |  |
|              |      | Reporte |                   |  |  |

| 19 de agosto | La Tablada | 39 - 20 | Gimnasia y Esgrima (R) |  |  |
|              |            | Reporte |                        |  |  |

Zona A2
| Pos. | Equipos           | Partidos | Partidos | Partidos | Tantos | Tantos | Tantos | Pts. |
| Pos. | Equipos           | G        | E        | P        | PF     | PC     | DP     | Pts. |
| ---- | ----------------- | -------- | -------- | -------- | ------ | ------ | ------ | ---- |
| 1.°  | Jockey Club (R)   | 3        | 0        | 0        | 152    | 26     | +126   |      |
| 2.°  | Marista           | 2        | 0        | 1        | 70     | 55     | +15    |      |
| 3.°  | Teqüe             | 1        | 0        | 2        | 38     | 86     | -48    |      |
| 4.°  | Jockey Club (MDP) | 0        | 0        | 3        | 23     | 116    | -93    |      |

|  | Clasifica a segunda fase |

| 5 de agosto | Marista | 25 - 15 | Teqüe |  |  |

| 5 de agosto | Jockey Club (R) | 67 - 7 | Jockey Club (MDP) |  |  |

| 12 de agosto | Jockey Club (R) | 52 - 3  | Teqüe |  |  |
|              |                 | Reporte |       |  |  |

| 12 de agosto | Jockey Club (MDP) | 7 - 29  | Marista |  |  |
|              |                   | Reporte |         |  |  |

| 19 de agosto | Teqüe | 20 - 9  | Jockey Club (MDP) |  |  |
|              |       | Reporte |                   |  |  |

| 18 de agosto | Marista | 16 - 33 | Jockey Club (R) | Mendoza Rugby Club, Bermejo |  |
|              |         | Reporte |                 |                             |  |

Zona A3
| Pos. | Equipos           | Partidos | Partidos | Partidos | Tantos | Tantos | Tantos | Pts. |
| Pos. | Equipos           | G        | E        | P        | PF     | PC     | DP     | Pts. |
| ---- | ----------------- | -------- | -------- | -------- | ------ | ------ | ------ | ---- |
| 1.°  | Los Tordos        | 2        | 1        | 0        | 68     | 50     | +18    |      |
| 2.°  | Córdoba Athletic  | 2        | 0        | 1        | 94     | 86     | +8     |      |
| 3.°  | Universitario (C) | 1        | 1        | 1        | 85     | 79     | +6     |      |
| 4.°  | Duendes           | 0        | 0        | 3        | 65     | 97     | -32    |      |

|  | Clasifica a segunda fase |

| 5 de agosto | Duendes | 32 - 39 | Universitario (C) |                                             |  |
|             |         |         |                   | Árbitro(s): Ricardo Ponce de León (Tucumán) |  |

| 5 de agosto | Los Tordos | 30 - 27 | Córdoba Athletic |                                       |                                       |
|             |            | Reporte |                  | Árbitro(s): Carlos Molinari (Rosario) | Árbitro(s): Carlos Molinari (Rosario) |

| 12 de agosto | Los Tordos | 18 - 18 | Universitario (C) |  |  |

| 11 de agosto | Córdoba Athletic | 38 - 28 | Duendes | Estadio Chateau Carreras (Auxiliar), Córdoba |                                         |
|              |                  | Reporte |         | Árbitro(s): Pablo Deluca (Buenos Aires)      | Árbitro(s): Pablo Deluca (Buenos Aires) |

| 19 de agosto | Universitario (C) | 28 - 29 | Córdoba Athletic |                                  |                                  |
|              |                   | Reporte |                  | Árbitro(s): Lucas Díez (Rosario) | Árbitro(s): Lucas Díez (Rosario) |

| 19 de agosto | Duendes | 5 - 20 | Los Tordos |  |  |

Zona A4
| Pos. | Equipos           | Partidos | Partidos | Partidos | Tantos | Tantos | Tantos | Pts. |
| Pos. | Equipos           | G        | E        | P        | PF     | PC     | DP     | Pts. |
| ---- | ----------------- | -------- | -------- | -------- | ------ | ------ | ------ | ---- |
| 1.°  | Jockey Club (C)   | 3        | 0        | 0        | 115    | 63     | +52    |      |
| 2.°  | Tala              | 2        | 0        | 1        | 96     | 74     | +22    |      |
| 3.°  | CRAI              | 1        | 0        | 2        | 72     | 101    | -29    |      |
| 4.°  | Universitario (R) | 0        | 0        | 3        | 48     | 93     | -45    |      |

|  | Clasifica a segunda fase |

| 5 de agosto | Jockey Club (C) | 39 - 21 | CRAI |  |  |
|             |                 | Reporte |      |  |  |

| 4 de agosto | Tala | 27 - 13 | Universitario (R) | Estadio Chateau Carreras (Auxiliar), Córdoba |                                      |
|             |      | Reporte |                   | Árbitro(s): Julio Odstrcil (Tucumán)         | Árbitro(s): Julio Odstrcil (Tucumán) |

| 12 de agosto | Tala | 39 - 27 | CRAI |                                           |                                           |
|              |      | Reporte |      | Árbitro(s): Marcelo Pilara (Buenos Aires) | Árbitro(s): Marcelo Pilara (Buenos Aires) |

| 12 de agosto | Universitario (R) | 12 - 42 | Jockey Club (C) |  |  |
|              |                   | Reporte |                 |  |  |

| 19 de agosto | CRAI | 24 - 23 | Universitario (R) |  |  |
|              |      | Reporte |                   |  |  |

| 19 de agosto | Jockey Club (C) | 34 - 30 | Tala |  |  |
|              |                 | Reporte |      |  |  |

## Zona B
Zona B1
| Pos. | Equipos            | Partidos | Partidos | Partidos | Tantos | Tantos | Tantos | Pts. |
| Pos. | Equipos            | G        | E        | P        | PF     | PC     | DP     | Pts. |
| ---- | ------------------ | -------- | -------- | -------- | ------ | ------ | ------ | ---- |
| 1.°  | Universitario (SF) | 3        | 0        | 0        | 80     | 71     | +9     |      |
| 2.°  | Logaritmo          | 2        | 0        | 1        | 89     | 45     | +44    |      |
| 3.°  | Mar del Plata Club | 1        | 0        | 2        | 69     | 104    | -35    |      |
| 4.°  | Old Resian         | 0        | 0        | 3        | 42     | 60     | -18    |      |

|  | Clasifica a segunda fase |

| 5 de agosto | Universitario (SF) | 24 - 23 | Logaritmo |  |  |

| 5 de agosto | Mar del Plata Club | 23 - 19 | Old Resian |  |  |

| 12 de agosto | Mar del Plata Club | 21 - 53 | Logaritmo |  |  |

| 12 de agosto | Old Resian | 23 - 24 | Universitario (SF) |  |  |

| 19 de agosto | Logaritmo | 13 - 0 | Old Resian |  |  |

| 19 de agosto | Universitario (SF) | 32 - 25 | Mar del Plata Club |  |  |

Zona B2
| Pos. | Equipos               | Partidos | Partidos | Partidos | Tantos | Tantos | Tantos | Pts. |
| Pos. | Equipos               | G        | E        | P        | PF     | PC     | DP     | Pts. |
| ---- | --------------------- | -------- | -------- | -------- | ------ | ------ | ------ | ---- |
| 1.°  | Palermo Bajo          | 3        | 0        | 0        | 143    | 35     | +108   |      |
| 2.°  | Estudiantes de Paraná | 2        | 0        | 1        | 74     | 72     | +2     |      |
| 3.°  | Peumayén              | 1        | 0        | 2        | 49     | 111    | -62    |      |
| 4.°  | Comercial             | 0        | 0        | 3        | 47     | 95     | -48    |      |

|  | Clasifica a segunda fase |

| 5 de agosto | Palermo Bajo | 36 - 12 | Comercial |  |  |

| 5 de agosto | Peumayén | 19 - 22 | Estudiantes de Paraná |  |  |

| 12 de agosto | Peumayén | 17 - 13 | Comercial |  |  |

| 12 de agosto | Estudiantes de Paraná | 10 - 31 | Palermo Bajo |  |  |
|              |                       | Reporte |              |  |  |

| 19 de agosto | Comercial | 22 - 42 | Estudiantes de Paraná |  |  |

| 19 de agosto | Palermo Bajo | 76 - 13 | Peumayén |  |  |

Zona B3
| Pos. | Equipos      | Partidos | Partidos | Partidos | Tantos | Tantos | Tantos | Pts. |
| Pos. | Equipos      | G        | E        | P        | PF     | PC     | DP     | Pts. |
| ---- | ------------ | -------- | -------- | -------- | ------ | ------ | ------ | ---- |
| 1.°  | Santa Fe RC  | 2        | 0        | 1        | 68     | 51     | +17    |      |
| 2.°  | Liceo        | 2        | 0        | 1        | 103    | 82     | +21    |      |
| 3.°  | San Juan RC  | 2        | 0        | 1        | 74     | 72     | +2     |      |
| 4.°  | Rivadavia RC | 0        | 0        | 3        | 51     | 91     | -40    |      |

|  | Clasifica a segunda fase |

| 5 de agosto | Liceo | 50 - 26 | Rivadavia RC |  |  |

| 5 de agosto | Santa Fe RC | 22 - 23 | San Juan RC |  |  |

| 12 de agosto | Santa Fe RC | 18 - 8 | Rivadavia RC |  |  |

| 12 de agosto | San Juan RC | 28 - 33 | Liceo |  |  |

| 19 de agosto | Rivadavia RC | 17 - 23 | San Juan RC |  |  |

| 19 de agosto | Liceo | 20 - 28 | Santa Fe RC |  |  |

Zona B4
| Pos. | Equipos           | Partidos | Partidos | Partidos | Tantos | Tantos | Tantos | Pts. |
| Pos. | Equipos           | G        | E        | P        | PF     | PC     | DP     | Pts. |
| ---- | ----------------- | -------- | -------- | -------- | ------ | ------ | ------ | ---- |
| 1.°  | Universitario (T) | 1        | 0        | 0        | 63     | 35     | +28    |      |
| 2.°  | Sociedad Sportiva | 0        | 0        | 1        | 35     | 63     | -28    |      |

|  | Clasifica a segunda fase |

| 19 de agosto | Universitario (T) | 63 - 35 | Sociedad Sportiva |  |  |

## Segunda fase

### Zona 1
| Pos. | Equipos            | Partidos | Partidos | Partidos | Tantos | Tantos | Tantos | Pts. |
| Pos. | Equipos            | G        | E        | P        | PF     | PC     | DP     | Pts. |
| ---- | ------------------ | -------- | -------- | -------- | ------ | ------ | ------ | ---- |
| 1.°  | Tala               | 3        | 0        | 0        | 171    | 42     | +129   | 14   |
| 2.°  | La Tablada         | 2        | 0        | 1        | 125    | 55     | +70    | 10   |
| 3.°  | Universitario (BB) | 1        | 0        | 2        | 40     | 150    | -110   | 4    |
| 4.°  | Huirapuca          | 0        | 0        | 3        | 40     | 129    | -89    | 1    |

|  | Clasifica a fase final |

| 26 de agosto | La Tablada | 70 - 10 | Universitario (BB) |                                             |                                             |
|              |            | Reporte |                    | Árbitro(s): Ricardo Martínez (Buenos Aires) | Árbitro(s): Ricardo Martínez (Buenos Aires) |

| 26 de agosto | Tala | 81 - 5  | Huirapuca |                                                                         |                                                                         |
|              |      | Reporte |           | Asistencia: 500 espectadores Árbitro(s): Martín Cesarski (Buenos Aires) | Asistencia: 500 espectadores Árbitro(s): Martín Cesarski (Buenos Aires) |

| 2 de septiembre | Tala | 69 - 18 | Universitario (BB) |                                |                                |
|                 |      | Reporte |                    | Árbitro(s): S. Tison (Rosario) | Árbitro(s): S. Tison (Rosario) |

| 2 de septiembre | Huirapuca | 24 - 36 | La Tablada |                                                                    |                                                                    |
|                 |           | Reporte |            | Asistencia: 450 espectadores Árbitro(s): Carlos Molinari (Rosario) | Asistencia: 450 espectadores Árbitro(s): Carlos Molinari (Rosario) |

| 9 de septiembre | Universitario (BB) | 12 - 11 | Huirapuca |                                      |                                      |
|                 |                    | Reporte |           | Árbitro(s): H. Simón (Mar del Plata) | Árbitro(s): H. Simón (Mar del Plata) |

| 9 de septiembre | La Tablada | 19 - 21 | Tala |                                        |                                        |
|                 |            | Reporte |      | Árbitro(s): Santiago Borsani (Rosario) | Árbitro(s): Santiago Borsani (Rosario) |

### Zona 2
| Pos. | Equipos           | Partidos | Partidos | Partidos | Tantos | Tantos | Tantos | Pts. |
| Pos. | Equipos           | G        | E        | P        | PF     | PC     | DP     | Pts. |
| ---- | ----------------- | -------- | -------- | -------- | ------ | ------ | ------ | ---- |
| 1.°  | Jockey Club (R)   | 3        | 0        | 0        | 92     | 68     | +24    |      |
| 2.°  | Universitario (T) | 2        | 0        | 1        | 94     | 89     | +5     |      |
| 3.°  | Palermo Bajo      | 1        | 0        | 2        | 103    | 102    | +1     |      |
| 4.°  | Córdoba Athletic  | 0        | 0        | 3        | 85     | 115    | -30    | 6    |

|  | Clasifica a fase final |

| 26 de agosto | Jockey Club (R) | 29 - 26 | Palermo Bajo |                                            |                                            |
|              |                 | Reporte |              | Árbitro(s): Victor Rabuffetti (Entre Ríos) | Árbitro(s): Victor Rabuffetti (Entre Ríos) |

| 26 de agosto | Córdoba Athletic | 29 - 35 | Universitario (T) |                                      |                                      |
|              |                  | Reporte |                   | Árbitro(s): Carlos Dallatorre (Cuyo) | Árbitro(s): Carlos Dallatorre (Cuyo) |

| 2 de septiembre | Córdoba Athletic | 37 - 43 | Palermo Bajo |                                      |                                      |
|                 |                  | Reporte |              | Árbitro(s): Julio Odstrcil (Tucumán) | Árbitro(s): Julio Odstrcil (Tucumán) |

| 2 de septiembre | Universitario (T) | 23 - 26 | Jockey Club (R) |  |  |

| 9 de septiembre | Palermo Bajo | 34 - 36 | Universitario (T) |                                       |                                       |
|                 |              | Reporte |                   | Árbitro(s): Carlos Molinari (Rosario) | Árbitro(s): Carlos Molinari (Rosario) |

| 9 de septiembre | Jockey Club (R) | 37 - 19 | Córdoba Athletic |  |  |
|                 |                 | Reporte |                  |  |  |

### Zona 3
| Pos. | Equipos            | Partidos | Partidos | Partidos | Tantos | Tantos | Tantos | Pts. |
| Pos. | Equipos            | G        | E        | P        | PF     | PC     | DP     | Pts. |
| ---- | ------------------ | -------- | -------- | -------- | ------ | ------ | ------ | ---- |
| 1.°  | Marista            | 3        | 0        | 0        | 111    | 49     | +62    |      |
| 2.°  | Universitario (SF) | 2        | 0        | 1        | 65     | 56     | +9     |      |
| 3.°  | Los Tordos         | 1        | 0        | 2        | 92     | 62     | +30    | 6    |
| 4.°  | Aranduroga         | 0        | 0        | 3        | 48     | 149    | -101   | 0    |

|  | Clasifica a fase final |

| 26 de agosto | Los Tordos | 60 - 12 | Aranduroga |  |  |
|              |            | Reporte |            |  |  |

| 26 de agosto | Marista | 23 - 14 | Universitario (SF) |  |  |
|              |         | Reporte |                    |  |  |

| 2 de septiembre | Marista | 59 - 21 | Aranduroga |                                             |                                             |
|                 |         | Reporte |            | Árbitro(s): Ricardo Ponce de León (Tucumán) | Árbitro(s): Ricardo Ponce de León (Tucumán) |

| 2 de septiembre | Universitario (SF) | 21 - 18 | Los Tordos |                                     |                                     |
|                 |                    | Reporte |            | Árbitro(s): Daniel Jabase (Córdoba) | Árbitro(s): Daniel Jabase (Córdoba) |

| 9 de septiembre | Aranduroga | 15 - 30 | Universitario (SF) |                                    |                                    |
|                 |            | Reporte |                    | Árbitro(s): M. Domínguez (Córdoba) | Árbitro(s): M. Domínguez (Córdoba) |

| 10 de septiembre | Los Tordos | 14 - 29 | Marista |                                            |                                            |
|                  |            | Reporte |         | Árbitro(s): Víctor Rabuffetti (Entre Ríos) | Árbitro(s): Víctor Rabuffetti (Entre Ríos) |

### Zona 4
| Pos. | Equipos                | Partidos | Partidos | Partidos | Tantos | Tantos | Tantos | Pts. |
| Pos. | Equipos                | G        | E        | P        | PF     | PC     | DP     | Pts. |
| ---- | ---------------------- | -------- | -------- | -------- | ------ | ------ | ------ | ---- |
| 1.°  | Jockey Club (C)        | 3        | 0        | 0        | 106    | 41     | +65    |      |
| 2.°  | Tucumán RC             | 2        | 0        | 1        | 112    | 59     | +53    | 10   |
| 3.°  | Gimnasia y Esgrima (R) | 1        | 0        | 2        | 95     | 70     | +25    | 6    |
| 4.°  | Santa Fe RC            | 0        | 0        | 3        | 29     | 172    | -143   | 0    |

|  | Clasifica a fase final |

| 25 de agosto | Jockey Club (C) | 24 - 20 | Tucumán RC | Estadio Chateau Carreras (Auxiliar), Córdoba |                                  |
|              |                 | Reporte |            | Árbitro(s): Lucas Diez (Rosario)             | Árbitro(s): Lucas Diez (Rosario) |

| 26 de agosto | Gimnasia y Esgrima (R) | 54 - 14 | Santa Fe RC |  |  |
|              |                        | Reporte |             |  |  |

| 2 de septiembre | Gimnasia y Esgrima (R) | 23 - 26 | Tucumán RC |                                      |                                      |
|                 |                        | Reporte |            | Árbitro(s): Carlos Dallatorre (Cuyo) | Árbitro(s): Carlos Dallatorre (Cuyo) |

| 2 de septiembre | Santa Fe RC | 3 - 52  | Jockey Club (C) |                                        |                                        |
|                 |             | Reporte |                 | Árbitro(s): Santiago Borsani (Rosario) | Árbitro(s): Santiago Borsani (Rosario) |

| 9 de septiembre | Tucumán RC | 66 - 12 | Santa Fe RC |                             |                             |
|                 |            | Reporte |             | Árbitro(s): O. Lico (Salta) | Árbitro(s): O. Lico (Salta) |

| 9 de septiembre | Jockey Club (C) | 30 - 18 | Gimnasia y Esgrima (R) |                                      |                                      |
|                 |                 | Reporte |                        | Árbitro(s): Marcelo Abdala (Tucumán) | Árbitro(s): Marcelo Abdala (Tucumán) |

## Fase final
|  | Semifinales      | Semifinales      | Semifinales      |                 |      | Final            | Final            | Final            |  |
|  | 16 de septiembre | 16 de septiembre | 16 de septiembre |                 |      | 23 de septiembre | 23 de septiembre | 23 de septiembre |  |
|  |                  |                  |                  |                 |      |                  |                  |                  |  |
|  |                  |                  |                  |                 |      |                  |                  |                  |  |
|  | Marista          | Marista          | 17               |                 |      |                  |                  |                  |  |
|  | Marista          | Marista          | 17               |                 |      |                  |                  |                  |  |
|  | Tala             | Tala             | 26               |                 |      |                  |                  |                  |  |
|  | Tala             | Tala             | 26               |                 | Tala | Tala             | 22               |                  |  |
|  |                  |                  |                  |                 | Tala | Tala             | 22               |                  |  |
|  |                  |                  | Jockey Club (R)  | Jockey Club (R) | 26   |                  |                  |                  |  |
|  | Jockey Club (C)  | Jockey Club (C)  | Jockey Club (R)  | Jockey Club (R) | 26   | 13               |                  |                  |  |
|  | Jockey Club (C)  | Jockey Club (C)  |                  |                 |      | 13               |                  |                  |  |
|  | Jockey Club (R)  | Jockey Club (R)  | 16               |                 |      |                  |                  |                  |  |
|  | Jockey Club (R)  | Jockey Club (R)  | 16               |                 |      |                  |                  |                  |  |
|  |                  |                  |                  |                 |      |                  |                  |                  |  |

Semifinales
| 15 de septiembre | Jockey Club (C) | 13 - 16 (t.e.) | Jockey Club (R) | Estadio Chateau Carreras (Auxiliar), Córdoba |                                            |
|                  |                 | Reporte        |                 | Árbitro(s): Marcelo Toscano (Buenos Aires)   | Árbitro(s): Marcelo Toscano (Buenos Aires) |

| 22 de septiembre | Marista | 17 - 26 | Tala | Mendoza Rugby Club, Bermejo           |                                       |
|                  |         | Reporte |      | Árbitro(s): Carlos Molinari (Rosario) | Árbitro(s): Carlos Molinari (Rosario) |

Final
| 29 de septiembre | Tala | 22 - 26 | Jockey Club (R) | Estadio Chateau Carreras (Auxiliar), Córdoba |  |
|                  |      | Reporte |                 |                                              |  |

| Bandera de la Provincia de Santa Fe |
| Jockey Club de Rosario Campeón      |
| Primer título                       |